# Рикардина (Болоња)
Рикардина (итал. Riccardina) је насеље у Италији у округу Болоња, региону Емилија-Ромања.
Према процени из 2011. у насељу је живело 216 становника. Насеље се налази на надморској висини од 23 м.